# Československá vojenská mise v Koreji (1952–1956)
Československá vojenská mise v Koreji (1952–1956) představovala vojenskou nemocnici působící v korejské válce na straně Severní Koreje. 

## Působení
Nemocnice zahájila své působení v dubnu 1952. To byly dva měsíce poté, co o jejím vytvoření rozhodl politický sekretariát ÚV KSČ. Tvořilo ji 29 lékařů, ošetřovatelek a zdravotníků. Velitelem byl MUDr. Josef Barták. Lůžkovou kapacitu tvořilo 2000 lůžek a byla vytvořena pro 500 pacientů. Zprvu působila ve vesnici Sogam. V dubnu 1953 byla přemístěna do vesnice Ousara u Chičonu. Současně došlo k vystřídání většiny personálu a novým velitelem se stal MUDr. Bedřich Placák. V říjnu pak byla přesunuta do Čondzinu, kde už sloužila pouze civilnímu obyvatelstvu. Celkem za dobu svého působení uskutečnili českoslovenští lékaři více než 700 náročných operací a umožnili návrat na frontu 594 pacientům.

## Výpovědi Jana Šejny
Podle výpovědi přeběhlého československého generála Jana Šejny, který utekl v době kdy mu hrozilo stíhání za hospodářskou kriminalitu, se v této nemocnici prováděly pokusy na zajatých amerických vojácích, které měly údajně pokračovat i ve vojenské nemocnici v Praze.
Podle jeho výpovědi, přednesené dne 1992 před podvýborem pro příslušníky ozbrojených sil Výboru pro národní bezpečnost Sněmovny reprezentantů Kongresu USA, se československá nemocnice zabývala pokusy na zajatých amerických vojácích.
Část amerických vojáků byla podle této výpovědi později transportována do Československa, kde pokusy pokračovaly ve vojenské nemocnici v Praze. Podle Šejny byl jedním z účastníků i tehdejší lékař a později známý spisovatel Ludvík Souček.
Podle Šejnovy výpovědi byl velitelem československých operaci v Koreji plukovník, později generál, Rudolf Babka ze zpravodajské služby vojenské rozvědky Generálního štábu, který v Koreji působil jako diplomat z ministerstva zahraničí ČSR. Skutečným šéfem této nemocnice měl údajně být plukovník profesor MUDr. Vladimír Dufek, srdeční specialista.
V počáteční fázi mělo být, podle Šejny, do této operace zapojeno osmnáct českých a slovenských lékařů a větší množství pomocného personálu. V době přípravy na tento úkol bylo údajně několik československých lékařů školeno v oblasti atomového záření a jeho účincích na lidské tělo v Institutu atomové medicíny v Dubně u Moskvy.
Na žádost USA se uskutečnilo vyšetřování, které mělo objasnit skutečnost. Kontaktováni byli i českoslovenští příslušníci Dozorčí a Repatriační komise neutrálních států

## Úřad dokumentace a vyšetřování zločinů komunismu
Vyšetřování tohoto případu českými orgány a Úřadem dokumentace a vyšetřování zločinů komunismu (ÚDV) nenalezlo žádný důkaz, který by Šejnovo tvrzení potvrzoval. Úřad zároveň dospěl k názoru, že nemocnice působící v Koreji byla zcela nevhodná pro jakoukoliv utajenou činnost.
Podle ÚDV se nikdo se jménem Dufek nevyskytuje v archivních materiálech v souvislosti s nemocnicí v Koreji. MUDr. Vladimír Dufek pracoval v různých funkcích v Ústřední vojenské nemocnici v letech 1948–1988. Neúčastnil se mise vojenské nemocnice v Koreji ani nebyl na žádném školení v SSSR. V roce 1993 podepsal prohlášení, že o žádných pokusech na válečných zajatcích neví ani o nich neslyšel.
Podle ÚDV v nemocnici pracovalo 22 československých lékařů. Materiály jsou dostupné pro 19 z nich. Podle nich se tři lékaři zúčastnili školení v SSSR, z toho dva až po návratu z Koreje.
Podle ÚDV není další svědectví ani nejsou v archivních materiálech žádné další důkazy účasti československých občanů na pokusech a přesunech zajatců během Korejské války. Nemocniční zařízení označuje kvůli vysokému počtu korejských zaměstnanců, častému střídání lékařů a špatnému vybavení za neschopné umožňovat jakoukoliv utajovanou činnost.

## Vyznamenání
Severokorejská:
- 4 lékaři – Řád svobody a nezávislosti II. stupně
- 21 lékařů, ošetřovatelek a zdravotníků – Řád národního praporu III. stupně
- 4 příslušníci nemocnice Medaili Za práci

Československá:
- 3 lékaři – Řád práce
- 15 příslušníků nemocnice – Vyznamenání Za statečnost

### Články a názory
- Pavel Baroch: Mučili Češi americké vojáky v Koreji?, aktualne.centrum.cz, 8.11.2006

- Luděk Navara, Jan Gazdík: US Army hledá své pohřešované v Česku Archivováno 25. 5. 2010 na Wayback Machine., MF Dnes, na stránkách cs-magazin.com, prosinec 2004

- Hana Catalanova and Vaclav Eminger: A Vain Effort to End the Investigation, 31 October 2002 / Ludek Navara and Jan Gazdik: Korean Mystery Stays Unsolved, MF Dnes, 14 October 2002, na stránkách jrnyquist.com

- Katerina Zachovalova: US Investigating POW Claims – Pentagon analyst seeking info classified during Cold War, The Prague Post, 25 November 2004, na stránkách aiipowmia.com

- Joe Schlatter: The Claims of MG Jan Sejna: Crafted Nonsense Archivováno 15. 1. 2006 na Wayback Machine. (Tvrzení Jana Šejny: Vypracovaný nesmysl), na stránkách miafacts.org